# Michele Rajna
Michele Rajna (* 28. September 1854 in Sondrio; † 29. September 1920 in Teglio) war ein italienischer Astronom.

## Leben
Michele Rajna wurde als Sohn des Eugenio Paolo Rajna und der Costanza Simonetta in eine alte Veltliner Familie geboren. Sein älterer Bruder war der Philologe Pio Rajna.
Er studierte Mathematik am Collegio Ghislieri in Pavia und schloss das Studium im Februar 1878 mit der Arbeit Sulla teoria dell’involuzione in coordinate omogenee proiettive („Über die Theorie der Involution in homogenen projektiven Koordinaten“) ab. Unmittelbar nach seinem Abschluss berief ihn Giovanni Schiaparelli, der Leiter des Astronomischen Observatoriums Brera, nach Mailand und brachte ihn dazu, sich mit Astronomie zu beschäftigen. 1879 wurde er zum bezahlten Assistenten ernannt, 1882 erhielt er die Stelle als dritter Astronom. 1890 erhielt er die freie Dozentur in Astronomie und Geodäsie am Polytechnikum Mailand.
1896 heiratete er die Lehrerin und Kinderbuchautorin Annetta Morelli, mit der er vier Töchter hatte.
1897 gewann Rajna den Wettbewerb um den Lehrstuhl für Astronomie der Universität Palermo, verzichtete jedoch darauf und blieb in Mailand. 1903 wurde er als Professor für Astronomie und Direktor der Sternwarte an die Universität Bologna berufen. Diese Ämter hatte er bis zu seinem Tod nach langer Krankheit im Jahr 1920 inne.
Rajna war unter anderem Mitglied der Accademia dei Lincei, der Akademie der Wissenschaften von Bologna, der Astronomischen Gesellschaft und der Société astronomique de France.

## Leistungen
In seiner Zeit in Mailand beschäftigte sich Michele Rajna als Mitarbeiter von Giovanni Schiaparelli und Giovanni Celoria insbesondere mit der geodätischen Astronomie und der Korrelation zwischen Erdmagnetismus und Sonnenaktivität. Aufgrund seiner Leistungen bei der Bestimmung von Breiten- und Längengraden mehrerer italienischer Städte sowie absoluter Azimute wurde er 1883 in die italienische Geodätische Kommission berufen, in der er sehr aktiv war. Er widmete sich auch der Erforschung von Asteroiden sowie Mond- und Sonnenfinsternissen und war an der Beobachtung des Venustransits 1882 beteiligt.
In Bologna setzte er seine Studien der geodätischen Astronomie, des Erdmagnetismus sowie die astronomischen und meteorologischen Beobachtungen fort. Er bemühte sich außerdem um eine verbesserte Ausstattung der Sternwarte und eine Verlegung aus dem Stadtzentrum an einen besser geeigneten Ort außerhalb der Stadt. Der Bau eines neuen Observatoriums scheiterte jedoch an den zu hohen Kosten und wurde erst 1936 unter seinem Nachfolger Guido Horn d’Arturo in Loiano verwirklicht.
Rajna setzte sich auch für die Popularisierung der Wissenschaft ein und veröffentlichte in verschiedenen Zeitungen und Magazinen. Er übersetzte Werke aus anderen Sprachen, unter anderem von Wilhelm von Bezold, ins Italienische.